# Covões e Camarneira
Covões e Camarneira (oficialmente: União das Freguesias de Covões e Camarneira) é uma freguesia portuguesa do município de Cantanhede, com 36,86 km² de área e 2754 habitantes (censo de 2021). A sua densidade populacional é 74,7 hab./km².

## História
Foi constituída em 2013, no âmbito de uma reforma administrativa nacional, pela agregação das antigas freguesias de Covões e Camarneira e tem a sede em Covões.

## Demografia
A população registada nos censos foi:
| Distribuição da População por Grupos Etários | Distribuição da População por Grupos Etários | Distribuição da População por Grupos Etários | Distribuição da População por Grupos Etários | Distribuição da População por Grupos Etários | Distribuição da População por Grupos Etários |
| -------------------------------------------- | -------------------------------------------- | -------------------------------------------- | -------------------------------------------- | -------------------------------------------- | -------------------------------------------- |
| Antes da agregação                           |                                              |                                              |                                              |                                              |                                              |
| Ano                                          | 0-14 anos                                    | 15-24 anos                                   | 25-64 anos                                   | >= 65 anos                                   | Total                                        |
| 2001                                         | 419                                          | 426                                          | 1695                                         | 798                                          | 3338                                         |
| 2011                                         | 305                                          | 254                                          | 1389                                         | 1031                                         | 2979                                         |
| Após a agregação                             |                                              |                                              |                                              |                                              |                                              |
| Ano                                          | 0-14 anos                                    | 15-24 anos                                   | 25-64 anos                                   | >= 65 anos                                   | Total                                        |
| 2021                                         | 235                                          | 213                                          | 1146                                         | 1160                                         | 2754                                         |

## Música

### União Musical de Sto. António

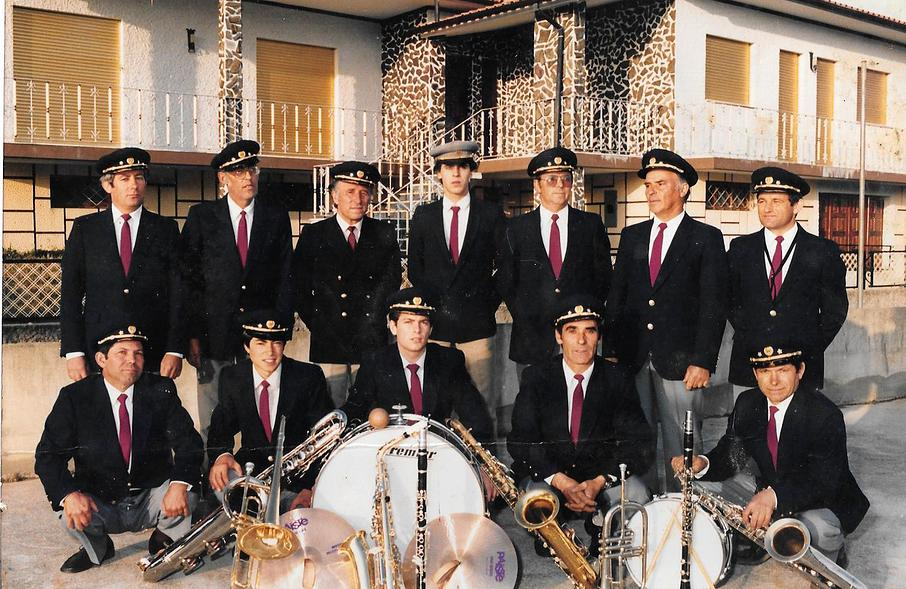
Mini Banda dos Covões em 1985

Fundada em 1985, a Mini Banda dos Covões tornou-se numa das mais importantes mini bandas da região centro do país.Formada por músicos dissidentes da Filarmónica na década de 1980, vem evoluindo musicalmente ao longo do tempo, sendo convidada para participar em elevado número de festas religiosas um pouco por toda a região norte e centro do país nomeadamente, pelos distritos de Coimbra, Aveiro, Viseu e Bragança. Em 21 de abril de 2007 foi oficialmente constituída a Associação "União Musical de Sto. António". Atualmente a "União Musical de Sto. António" é constituída por 19 elementos entre os 20 e 80 anos de idade contando com um role de instrumentos muito variados: duas tubas, um saxofone barítono, dois saxofones tenor, um saxofone alto, três trompetes, um flautim, três clarinetes, dois trombones, um bombardino e três elementos de percussão.